# Kopimisme
 (mai 2025).
 (mai 2025).
La mise en forme du texte ne suit pas les recommandations de Wikipédia : il faut le « wikifier ».
Les points d'amélioration suivants sont les cas les plus fréquents. Le détail des points à revoir est peut-être précisé sur la page de discussion.
- Les titres sont pré-formatés par le logiciel. Ils ne sont ni en capitales, ni en gras.
- Le texte ne doit pas être écrit en capitales (les noms de famille non plus), ni en gras, ni en italique, ni en « petit »…
- Le gras n'est utilisé que pour surligner le titre de l'article dans l'introduction, une seule fois.
- L'italique est rarement utilisé : mots en langue étrangère, titres d'œuvres, noms de bateaux, etc.
- Les citations ne sont pas en italique mais en corps de texte normal. Elles sont entourées par des guillemets français : « et ».
- Les listes à puces sont à éviter, des paragraphes rédigés étant largement préférés. Les tableaux sont à réserver à la présentation de données structurées (résultats, etc.).
- Les appels de note de bas de page (petits chiffres en exposant, introduits par l'outil «  Source ») sont à placer entre la fin de phrase et le point final[comme ça].
- Les liens internes (vers d'autres articles de Wikipédia) sont à choisir avec parcimonie. Créez des liens vers des articles approfondissant le sujet. Les termes génériques sans rapport avec le sujet sont à éviter, ainsi que les répétitions de liens vers un même terme.
- Les liens externes sont à placer uniquement dans une section « Liens externes », à la fin de l'article. Ces liens sont à choisir avec parcimonie suivant les règles définies. Si un lien sert de source à l'article, son insertion dans le texte est à faire par les notes de bas de page.
- La présentation des références doit suivre les conventions bibliographiques. Il est recommandé d'utiliser les modèles {{Ouvrage}}, {{Chapitre}}, {{Article}}, {{Lien web}} et/ou {{Bibliographie}}. Le mode d'édition visuel peut mettre en forme automatiquement les références.
- Insérer une infobox (cadre d'informations à droite) n'est pas obligatoire pour parachever la mise en page.

Pour une aide détaillée, merci de consulter Aide:Wikification.
Si vous pensez que ces points ont été résolus, vous pouvez retirer ce bandeau et améliorer la mise en forme d'un autre article.

L’emblème du kopimisme.

Ctrl-C, Ctrl-V

Le kopimisme (Kopimistsamfundet) est un mouvement religieux fondé en 2010 en Suède par Isak Gerson, un étudiant en philosophie. Après plusieurs tentatives, il a été officiellement reconnu comme religion par l'agence gouvernementale suédoise Kammarkollegiet en janvier 2012, devenant ainsi la 22e religion enregistrée dans le pays. Les membres, appelés kopimistes, considèrent que l'information est sacrée et que le partage et la copie sont des actes spirituels fondamentaux. Le mouvement utilise des symboles tels que les combinaisons clavier CTRL+C et CTRL+V, représentant le copier-coller, comme gestes sacrés.

## Histoire
Le mouvement a été créé en 2010 par Isak Gerson, étudiant en philosophie, qui a demandé en décembre 2010 sa reconnaissance en tant qu'Église auprès des autorités suédoises.
Fin décembre 2011, le gouvernement suédois a accepté la demande, faisant passer en Suède le kopimisme du statut de secte à celui d'organisation religieuse (« Église missionnaire du kopimisme »),.
Le kopimisme découlerait d'un mouvement issu du parti pirate suédois, le Pirat Ung.

## Doctrine
Pour les kopimistes, « l'information est sacrée et la copie est un sacrement. L'information a une valeur en soi, et cette valeur se multiplie grâce à la copie ». Elle[Qui ?] s'adresse principalement à tous les processus[pas clair] dont se sert le monde informatique, où chacun est son propre prêtre par cette pratique du sacrement du partage. 
Les gestes que ce mouvement considère comme sacramentels sont CTRL+C et CTRL+V (ou Cmd+C et Cmd+V sur Mac). Ils correspondent aux combinaisons du clavier informatique pour le copier-coller.
Le 7 février 2012, les Églises kopimistes d'Australie et de Nouvelle-Zélande ont reconnu le Dieu égyptien Thot, dieu de l'écriture et du savoir, en tant que dieu.
Comme tout mouvement qui se veut une Église missionnaire, poussé par des références évangélistes, il cherche à répandre sa doctrine par acte de prosélytisme.
Les principes de l’Église kopimiste sont :
- Copier une information est éthiquement correct ;
- Disséminer l’information est éthiquement correct ;
- Revisiter l’information est une forme sacrée et plus que parfaite de l’acte du copier-coller. Elle étend et renforce la valeur de l’information ;
- Copier-coller ou remixer l’information est un acte de respect et démontre un engagement fort pour la foi kopimiste ;
- L’Internet est sacré ;
- Le code fait loi.

## La propagation internationale
Le kopimisme a pris racine dans différents pays du monde, comme le Canada, le Japon, Israël et les États-Unis, ainsi que dans l'État américain de l'Ilinois où le kopimisme a été enregistré en tant qu'ONG sous forme d’Église.
L'Église missionnaire du kopimisme compte 3 000 membres en 2012.

## Premier mariage
Le 28 avril 2012, dans une Église kopimiste, à Belgrade en Serbie a eu lieu le premier mariage kopimiste entre une femme roumaine et un homme italien.
Voici un extrait de leur discours : « Aujourd'hui nous sommes très heureux. L'amour c'est le partage. Dans un couple on partage tout.
Heureusement, nous allons copier et remixer notre ADN et créer un nouvel être humain. » (information relayée par le site officiel des kopimistes).